# 最後一次 (泰勒絲歌曲)
《最後一次》（英語：The Last Time）是美国創作歌手泰勒絲的一首歌曲，收录于她的第4张录音室专辑《红》。歌曲与雪警成员加里·萊特波迪合作，是专辑的第7张也是最后一张单曲。两名歌手和歌曲的制作人傑克耐夫·李共同创作了本歌曲。《最後一次》是一首受到民谣摇滚风格影响的另类摇滚歌曲。2013年10月19日，歌曲被送往BBC廣播二台播放，11月4日，歌曲在當代流行電台正式播出。

## 音乐录像带
歌曲的音乐录像带的導演為泰瑞·李察遜，于2013年11月15日在Vevo和YouTube首播。录像带时长3分48秒，与专辑同名单曲《红》相似，展现了泰勒絲和萊特波迪2013年8月27日在红巡回演唱会沙加緬度场次的表演镜头，这也是两人第一次同台演出。录像带以萊特波迪升至舞台开场，泰勒絲从其背后靠近，之后两人开始背对着坐下演唱。整个视频中可以看到粉丝自制的标语和他们的喝彩声。

## 榜单
| 榜单（2012年-2013年）              | 最高 排位 |
| ---------------------------------- | --------- |
| 比利时佛兰德（Ultratip榜外單曲榜） | 14        |
| 加拿大（Canadian Hot 100）         | 73        |
| 愛爾蘭（愛爾蘭唱片音樂協會单曲榜） | 15        |
| 蘇格蘭（官方榜单公司單曲榜）       | 20        |
| 英國（官方榜单公司單曲榜）         | 25        |
| 美国（告示牌榜外單曲榜）           | 3         |